# 354 pr. n. št.
Stoletja: 5. stoletje pr. n. št. - 4. stoletje pr. n. št. - 3. stoletje pr. n. št.
Desetletja: 400. pr. n. št. 390. pr. n. št. 380. pr. n. št. 370. pr. n. št. 360. pr. n. št. - 350. pr. n. št. - 340. pr. n. št. 330. pr. n. št. 320. pr. n. št. 310. pr. n. št. 300. pr. n. št.
Leta: 359 pr. n. št. 358 pr. n. št. 357 pr. n. št. 356 pr. n. št. 355 pr. n. št.  - 354 pr. n. št. - 353 pr. n. št. 352 pr. n. št. 351 pr. n. št. 350 pr. n. št. 349 pr. n. št.

## Dogodki
- Filip II. Makedonski zavzame Metono.
- Umorjen prestolonaslednik Dion Sirakuški, s pomočjo katerega je želel Platon uresničiti svoje politične zamisli.

## Smrti
- Ksenofont, antični grški pisec, po poreklu iz Aten (* okoli 430 pr. n. št.)